# Chamaedorea zamorae
Chamaedorea zamorae är en enhjärtbladig växtart som beskrevs av Donald R. Hodel. Chamaedorea zamorae ingår i släktet Chamaedorea och familjen Arecaceae.
Artens utbredningsområde är Costa Rica. Inga underarter finns listade i Catalogue of Life.